# Xavier Blond (sciatore)
Xavier Blond (Grenoble, 18 giugno 1965) è un ex biatleta francese.

## Biografia
In Coppa del Mondo ottenne il primo risultato di rilievo il 16 gennaio 1986 ad Anterselva (31°) e il miglior piazzamento il 18 marzo 1989 a Steinkjer (4°).
In carriera prese parte a due edizioni dei Giochi olimpici invernali, Calgary 1988 (56° nella sprint) e Albertville 1992 (45° nella sprint, 6° nella staffetta), e a quattro dei Campionati mondiali, vincendo due medaglie.

## Palmarès

### Mondiali
- 2 medaglie:
  - 1 argento (staffetta a Minsk/Oslo/Kontiolahti 1990)
  - 1 bronzo (gara a squadre[2] a Borovec 1993)

### Coppa del Mondo
- Miglior piazzamento in classifica generale: 28º nel 1993